# Galería Watts
La Galería Watts (en inglés: Watts Gallery - Artists 'Village) es una galería de arte en el pueblo de Compton , cerca de Guildford en Surrey. Está dedicado a la obra del pintor y escultor de la época victoriana George Frederick Watts. La galería es un monumento clasificado en Grado II * desde junio de 1975. 

## Historia
Watts se mudó a "Limnerslease" en Compton en 1891, y con su esposa artista, Mary Fraser-Tytler , planeó un museo dedicado a su trabajo, que se inauguró en abril de 1904, justo antes de su muerte.
El arquitecto de la galería fue Christopher Hatton Turnor , admirador de Edwin Lutyens y CFA Voysey .
Inspirado en el movimiento Arts and Crafts , el edificio contiene galerías iluminadas que permiten que el trabajo de Watts se muestre bajo luz natural.
Es una de las pocas galerías del Reino Unido dedicada a un solo artista y, a menudo, es aclamada como una galería nacional en el corazón de un pueblo. 
El director actual es Alistair Burtenshaw  y la comisaría es la Dra. Cicely Robinson. 
Entre los ex curadores se encuentran el Dr. Nicholas Tromans, Wilfrid Blunt , Richard Jefferies y Mark Bills. 
Watts Gallery es una organización benéfica registrada bajo la ley inglesa. 
Watts Gallery ocupó el segundo lugar en la final de la serie de televisión de la BBC Restoration Village en 2006.
En enero de 2008 se anunció que la Galería tenía la intención de retirar y vender dos pinturas victorianas, Sleeping Woman (1880) de Albert Joseph Moore y Triumph of Love (1871) de Edward Burne-Jones , ambas legadas a la colección por Cecil French. 
Estos fueron debidamente vendidos. El dinero se utilizó para mantener la Galería, que estuvo cerrada desde septiembre de 2008 hasta 2010 para su restauración.
En diciembre de 2006, Watts Gallery recibió una subvención de £4,3 millones del Heritage Lottery Fund para renovaciones para ayudar a salvaguardar el futuro del edificio y sus colecciones.
Watts Gallery reabrió sus puertas en junio de 2011 después de un importante plan de obras, incluida la ampliación, remodelación y restauración. 
Los visitantes ahora pueden experimentar la colección Watts en las galerías históricas que muestran los esquemas decorativos originales.
Más de cien pinturas de George Watts están en exhibición permanente en la Galería. 
A lo largo de un período de 70 años incluye retratos, paisajes y sus principales obras simbólicas. 
Desde la espectacular entrada de la Galería Livanos hasta la escultura monumental y los artefactos de estudio en la Galería de Escultura, la Galería Watts muestra la colección que dejó el artista como su legado.
En enero de 2016, Watts Gallery abrió el recientemente renovado "Limnerslease", la antigua casa y estudio de GF y Mary Watts, completando el Artists 'Village.
El cementerio de Compton, cercano, alberga los restos de Watts y está dominado por la ornamentada Arts & Crafts Watts Mortuary Chapel , diseñada por la esposa de Watts, Mary, también administrada por el museo.
En 2017, el Consejo del Condado de Surrey fue objeto de controversia cuando acordó otorgar una subvención a la galería de £100,000 por año durante 4 años para compensar la pérdida de subvenciones de otros lugares, en un momento en que el consejo estaba haciendo recortes de 34 millones de libras esterlinas para servicios locales. 

## Fundación De Morgan
Tras el cierre del Centro De Morgan , Londres, en el verano de 2014, la Galería Watts y la Fundación De Morgan, una organización benéfica registrada  conserva el trabajo de William De Morgan y Evelyn De Morgan, iniciaron una colaboración que vio la inauguración de una exposición a largo plazo en la Galería Richard Jeffries en el edificio principal de la galería.  Esta exposición incluye una serie de obras clave de la Colección De Morgan.
Además, desde enero de 2015, la Fundación De Morgan tiene su oficina en la Casa del Curador, en los terrenos de la Galería Watts.